# Please to See the King
| Recensione              | Giudizio   |
| ----------------------- | ---------- |
| AllMusic                | [ 1 ]      |
| Sputnikmusic            | 3.2 (Good) |
| Progarchives            | [ 3 ]      |
| Dizionario del Pop-Rock | [ 4 ]      |
| 24.000 dischi           | [ 5 ]      |

Please to See the King è il secondo album degli Steeleye Span, pubblicato dalla B & C Records nel marzo del 1971.
L'album si classificò (4 ottobre 1971) al quarantacinquesimo posto della Chart inglese.
Nel 2006 la Castle Music Records pubblicò su un doppio CD, l'album originale con l'aggiunta di alcune registrazione radiofoniche del gruppo del 1970 e 1971.

## Tracce
Tutti i brani sono tradizionali con arrangiamento degli Steeleye Span, eccetto dove indicato.
Lato A
1. The Blacksmith – 4:45
2. Cold, Haily, Windy Night – 4:34
3. Jigs: Bryan O'Lynn / The Hag with the Money – 3:15
4. Prince Charlie Stuart – 4:13
5. Boys of Bedlam – 4:17

Lato B
1. False Knight on the Road – 2:45
2. The Lark in the Morning – 4:28
3. Female Drummer – 3:59 (Martin Carthy, Tim Hart, Ashley Hutchings, Peter Knight, Maddy Prior)
4. The King – 1:26
5. Lovely on the Water – 5:16

Edizione doppio CD del 2006, pubblicato dalla Castle Music Records (CMQDD 1253)
Tutti i brani sono tradizionali con arrangiamento degli Steeleye Span, eccetto dove indicato.
CD 1
1. The Blacksmith – 4:46
2. Cold, Haily, Windy Night – 4:35
3. Jigs: Bryan O'Lynn / The Hag with the Money – 3:17
4. Prince Charlie Stuart – 4:14
5. Boys of Bedlam – 4:19
6. False Knight on the Road – 2:43
7. The Lark in the Morning – 4:30
8. Female Drummer – 4:02 (Martin Carthy, Tim Hart, Ashley Hutchings, Peter Knight, Maddy Prior)
9. The King – 1:28
10. Lovely on the Water – 5:19
11. The Blacksmith – 4:23 – Top Gear Radio Session 27/6/70
12. Female Drummer – 3:15 (Martin Carthy, Tim Hart, Ashley Hutchings, Peter Knight, Maddy Prior) – Top Gear Radio Session 27/6/70
13. Rave On – 1:22 (Bill Tilghman, Norman Petty, Sonny West) – Top Gear Radio Session 27/6/70
14. I Was a Young Man – 3:51 – Top Gear Radio Session 27/6/70
15. The Lark in the Morning – 3:41 – Top Gear Radio Session 27/6/70
16. The King – 1:26 – Stuart Henry Show Session 23/7/70
17. Prince Charlie Stuart – 4:10 – Stuart Henry Show Session 23/7/70
18. Bold Poachers – 5:27 – Stuart Henry Show Session 23/7/70

CD 2
1. College Grove / Silver Spear – 2:51 – Folk on One Radio Session 17/10/70
2. Lay Down Your Weary Tune – 4:20 – Folk on One Radio Session 17/10/70
3. False Knight on the Road – 3:22 – Folk on One Radio Session 17/10/70
4. Hitler's Downfall / The Hag with the Money – 1:58 – Folk on One Radio Session 17/10/70
5. Female Drummer (Mk 2) – 3:50 (Martin Carthy, Tim Hart, Ashley Hutchings, Peter Knight, Maddy Prior) – Folk on One Radio Session 17/10/70
6. Wee Weaver – 4:23 – Folk on One Radio Session 17/10/70
7. Reel – 2:36 – Folk on One Radio Session 17/10/70
8. Female Drummer (Mk 2) – 4:12 (Martin Carthy, Tim Hart, Ashley Hutchings, Peter Knight, Maddy Prior) – Stuart Henry Show Radio Session 4/2/71
9. General Taylor – 3:36 – Stuart Henry Show Radio Session 4/2/71
10. Farther Along – 3:10 – Stuart Henry Show Radio Session 4/2/71
11. Two Reels – 2:32 – Stuart Henry Show Radio Session 4/2/71
12. Let's Dance – 1:45 – Top Gear Radio Session 27/3/71
13. Bring 'Em Down / A Hundred Years Ago – 2:40 – Top Gear Radio Session 27/3/71
14. Lark in the Morning – 3:52 – Top Gear Radio Session 27/3/71
15. The King – 1:24 – BBC TV Performance (Date Unk.)
16. Bryan O'Lynn / The Hag with the Money – 2:13 – Top Gear Radio Session 27/3/71
17. The Blacksmith – 3:49 – Top Gear Radio Session 27/3/71

## Formazione
- Maddy Prior - voce, spoons, tabor, tamburello, bells
- Martin Carthy - voce, chitarra, banjo, organo, bells
- Tim Hart - voce, chitarra, dulcimer, bells
- Ashley Hutchings - voce, basso, bells
- Peter Knight - voce, fiddle, mandolino, organo, basso, bells[10][11]

Note aggiuntive
- Sandy Roberton - produttore (per September Productions Ltd.)
- Registrazioni effettuate al Sound Techniques di Londra (Inghilterra)[12]
- Vic Gamm, Jerry Boys, Roger Mayer, Bob Potter e Roger Quested - ingegneri delle registrazioni
- Keith Morris - fotografie
- Keith Davis e Grahame Berney - art direction e design album[13]